# نیفردال
نیفردال (به هلندی: Nijverdal) یک منطقهٔ مسکونی در هلند است که در هلن‌دورن واقع شده‌است. نیفردال ۳۰٬۰۰۰ نفر جمعیت دارد.